# Conferenza di Losanna (1932)
La conferenza di Losanna fu una riunione di rappresentanti di vari Paesi per decidere delle condizioni economiche della Germania, su cui gravava la sconfitta della prima guerra mondiale. La conferenza durò dal 16 giugno al 9 luglio del 1932.

## Storia
Riunitisi a Losanna a partire dal 16 giugno 1932, i rappresentanti dei governi interessati al problema delle riparazioni tedesche (Gran Bretagna, Francia, Italia e Germania), decisero su dei problemi che riguardavano la Germania che si era evitati di affrontare per più di dieci anni.

## Conseguenze
Terminata il 9 luglio 1932, la conferenza decise:
- L'annullamento quasi totale delle riparazioni, con riduzione del debito pubblico tedesco a 3 miliardi di marchi, che materialmente non venne mai pagato
- Di effettuare un'altra conferenza che doveva riguardare la politica monetaria, riunione poi tenutasi a Londra il 12-26 luglio 1933 (Conferenza economica di Londra).